# Rostro al mar
Rostro al mar es una película española de drama de 1951, dirigida por Carlos Serrano de Osma y que trata sobre las vicisitudes de los exiliados una vez finalizada la Guerra Civil Española.

## Sinopsis
Acabada la Guerra Civil Española, Alberto e Isabel deciden huir a Francia para evitar represalias. Ella está embarazada y durante el camino, se pone de parto, por lo que deciden parar antes de llegar a la frontera. Alberto decide marcharse para no poner en peligro a su familia prometiendo a Isabel reencontrarse tan pronto le sea posible.

## Reparto
- Eulalia Montero como Isabel
- Carlo Tamberlani como Alberto
- Antonio Bofarull como Manuel
- Juan Manuel Soriano como Ramón
- Camino Garrigó como Doña Marta
- Francisco Melgares como Marcos
- Lily Vincenti como Catherine
- José Bruguera como Vicente
- Fortunato García como Andrés
- José Gayán como Frankie
- Illa Serti como María
- José Manuel Pinillos como	Ferruchi
- Montserrat García como Martita
- Antonio Piñeiro como Oficial